# Reign of Fear
Reign of Fear – debiutancki album niemieckiej grupy speed metalowej Rage. Album został zremasterowany przez Noise/Sanctuary w 2002. Zawierał alternatywną wersję okładki, i pięć bonusowych utworów.

## Lista utworów
1. „Scared to Death” – 4:41
2. „Deceiver” – 3:36
3. „Reign of Fear” – 3:54
4. „Hand of Glory” – 3:26
5. „Raw Energy” – 3:27
6. „Echoes of Evil” – 4:48
7. „Chaste Flesh” – 4:52
8. „Suicide” – 4:04
9. „Machinery” – 4:23

## Bonusowe utwory ze zremasterowanej wersji
1. „Suicide (Live)”
2. „Refuge (Live)”
3. „Baby, I'm Your Nightmare (Live)”
4. „Light into the Darkness (Acoustic)”
5. „Invisible Horizons (Acoustic)”